# Frozen Corpse Stuffed with Dope
Frozen Corpse Stuffed with Dope è il secondo album del gruppo musicale grindcore statunitense Agoraphobic Nosebleed.

## Tracce
1. (Intro) Engineering a Pill Frenzy - 0:12
2. Bitch's Handbag Full of Money - 0:34
3. Unwashed Cock - 0:28
4. Kill Theme for American Apeshit - 1:02
5. Built to Grind - 0:21
6. Crap Cannon - 0:34
7. Razor Blades Under the Dashboard - 0:51
8. Repercussions in the Life of an Opportunistic, Pseudo-Intellectual Jack - 1:27
9. Doctored Results - 1:41
10. Ceremonial Gasmask - 0:59
11. Hang the Pope - 0:41
12. Bovine Caligula - 0:23
13. Machine Gun - 1:28
14. Protection from Enemies - 0:19
15. Dead Battery - 1:00
16. Manual Trauma - 0:40
17. Time Vs. Necessity - 0:51
18. Blind Hatred Finds a Tit - 0:39
19. Grandmother With AIDS - 0:49
20. 5 Band Genetic Equalizer 2 - 0:32
21. Hungry Homeless Handjob - 2:00
22. Chalking the Temporal God Module - 1:33
23. Narcissistic Stimulant - 0:30
24. North American Corpse Desecration - 0:44
25. Cryogenic Husk - 1:15
26. Shit Slit - 0:17
27. Sword Swallower - 0:36
28. Ceramic Godproduct - 0:28
29. Ambulance Burning - 0:38
30. 5 Band Genetic Equalizer - 0:37
31. Drinking Games - 0:38
32. Bullshit Gets Up and Walks Around - 0:14
33. Fatter You Fall Behind - 0:14
34. Double Negative - 0:25
35. Organ Donor - 0:59
36. Someone's Daughter - 0:27
37. Contaminated Drug Supply - 0:59
38. Fuckmaker - 5:12

- Il brano Fuckmaker dura 2:40. Al minuto 4:55, inizia una breve traccia nascosta.